# Matasiri
Matasiri är en ö i Indonesien.   Den ligger i provinsen Kalimantan Selatan, i den västra delen av landet, 1 000 km öster om huvudstaden Jakarta. Arean är 28,5 kvadratkilometer.
Terrängen på Matasiri är lite kuperad. Öns högsta punkt är 396 meter över havet. Den sträcker sig 9,4 kilometer i nord-sydlig riktning, och 10,2 kilometer i öst-västlig riktning.